# 利瓦罗派多日
利瓦罗派多日（法語：Livarot-Pays-d'Auge，法語發音：[livaʁo pei doʒ]）是法国卡尔瓦多斯省的一个市镇，属于利雪区。该市镇于2016年由原市镇利瓦罗、欧坎维尔、莱索泰勒-圣巴齐勒、贝卢、塞尔克、谢夫勒维尔-托南库尔、拉克鲁普特、法米伊、费尔瓦克、厄尔特旺、勒梅尼勒巴克莱、勒梅尼勒迪朗、勒梅尼勒日耳曼、默勒、莱穆捷于贝尔、库尔松圣母村、普雷欧-圣塞巴斯蒂安、圣玛格丽特德洛日、圣马丹-迪梅尼勒乌里、圣米歇尔德利韦、圣旺勒乌和托尔蒂桑贝尔合并而成，行政中心位于利瓦罗。

## 地名
该地名“利瓦罗派多日”（Livarot-Pays-d'Auge）由两部分组成：“利瓦罗”（Livarot），该市镇的前身及主体；“派多日”（Pays d'Auge），法语意为“欧日地区”。

## 地理
利瓦罗派多日（49°0'24"N, 0°9'9"E）面积180.83 平方千米，位于法国诺曼底大区卡爾瓦多斯省，该省份为法国西北部沿海省份，北濒大西洋英吉利海峡，东北与滨海塞纳省以海上边界相接，东临厄尔省，南至奧恩省，西与芒什省接壤。
与利瓦罗派多日接壤的市镇（或旧市镇、城区）包括：圣日耳曼德利韦、普雷特勒维尔、瓦洛尔比凯、塞尔奈、圣马丹德比安费特-拉克雷索尼耶尔、奥尔贝克、拉韦皮耶尔-弗里亚代勒、拉福勒蒂耶尔-阿布农、圣欧班德博讷瓦勒、阿韦讷圣古尔贡、卡纳普维尔、利索尔、瓦勒德维、克鲁特、勒勒努阿尔、欧日地区圣皮埃尔、欧日地区卡斯蒂永、梅济东瓦莱多日、莱萨尔和勒谢讷、卡纳普维尔。
利瓦罗派多日的时区为UTC+01:00、UTC+02:00（夏令时）。

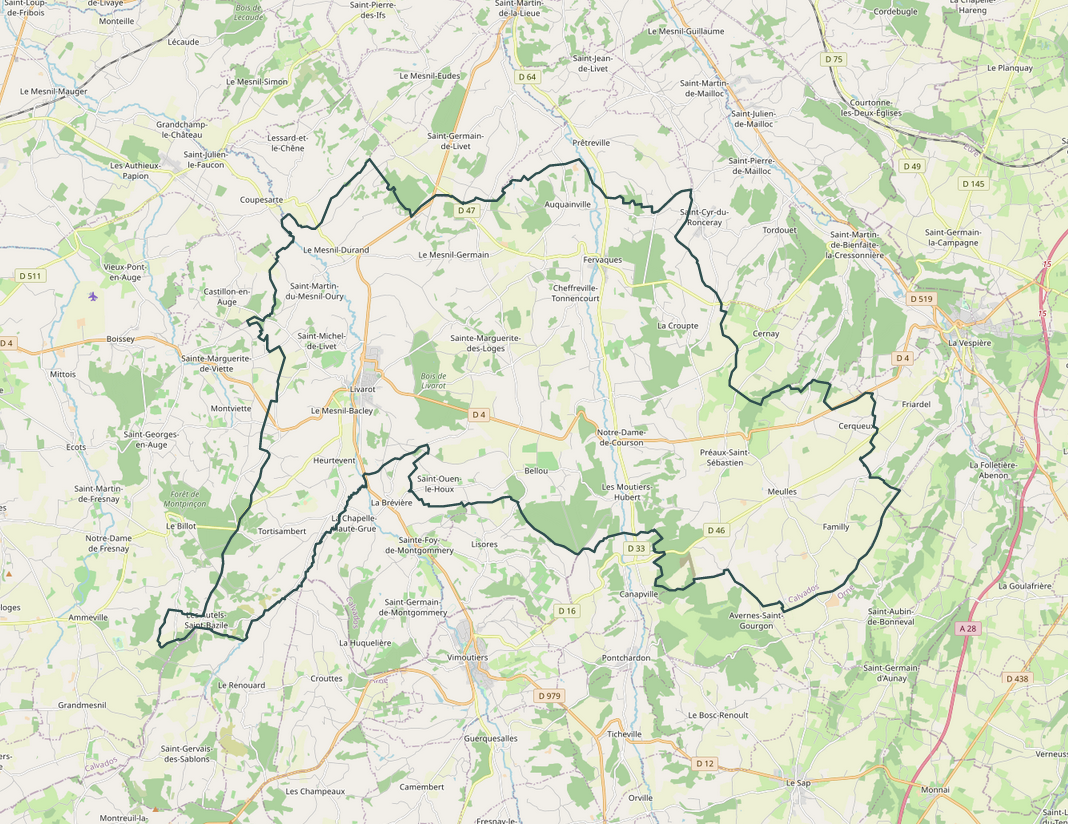
利瓦罗派多日的OSM定位图

## 行政
利瓦罗派多日的邮政编码为14140、14290，INSEE市镇编码为14371。

## 政治
利瓦罗派多日所属的省级选区为利瓦罗派多日县，同时也是该县的中央投票站所在地。

## 人口
利瓦罗派多日于2022年1月1日时的人口数量为6183人。